# Фестивал воде
Фестивал воде је прослава Нове године која се одржава у земљама југоисточне Азије као што су Камбоџа, Лаос, Мјанмар и Тајланд, као и међу Даи народом у Кини. Фестивал је део шире соларне Нове године у Јужној и Југоисточној Азији.
Западњаци га називају „Фестивал воде“ јер примећују како људи прскају или сипају воду једни на друге као део ритуала чишћења како би дочекали Сонгкран Нову годину. Традиционално, људи су благо прскали једни друге водом у знак поштовања, али како нова година пада током најтоплијег месеца у југоисточној Азији, многи људи на крају поливају странце и пролазнике у возилима у бучној прослави. Чин поливања водом је такође приказ благослова и добрих жеља. Верује се да на овом Воденом фестивалу све старо мора да се баци, иначе ће власнику донети лошу срећу.

## Списак нових година
| Фестивал локалних имена | Држава                                            | Почетак   | Крај      | Фестивал воде (да/не) |
| ----------------------- | ------------------------------------------------- | --------- | --------- | --------------------- |
| Pi Mai/Songkran         | Лаос                                              | 14. април | 16. април | да                    |
| Songkran                | Тајланд                                           | 13 април  | 15. април | да                    |
| Sangken                 | Аруначал Прадеш, Асам (Индија)                    | 14. април | 16. април | да                    |
| Thingyan                | Мјанмар                                           | 13 април  | 16. април | да                    |
| Chaul Chnam Thmey       | Камбоџа                                           | 14. април | 16. април | да                    |
| Poshuijie               | Јунан (Кина)                                      | 13 април  | 15. април | да                    |
| Pahela Baishakh         | Бангладеш, Индија                                 | 14. април | 14. април | не                    |
| Aluth Avurudda          | Шри Ланка                                         | 14. април | 14. април | не                    |
| Puthandu                | Индија, Малезија, Маурицијус, Сингапур, Шри Ланка | 14. април | 14. април | не                    |